# Stuart Kennedy
Stuart Robert Kennedy (Grangemouth, 1953. május 31. – ) skót válogatott labdarúgó. 

## Pályafutása

### Klubcsapatban
1971 és 1976 között a Falkirk csapatában játszott, 1976 és 1983 között az Aberdeen játékosa volt, melynek színeiben 1980-ban skót bajnoki címet szerzett, 1983-ban pedig megnyerte a kupagyőztesek Európa-kupáját és az UEFA-szuperkupát.

### A válogatottban
1978 és 1981 között 8 alkalommal szerepelt az skót válogatottban. Részt vett az 1978-as labdarúgó-világbajnokságon.

## Sikerei, díjai
Aberdeen FC
- Skót bajnok (1): 1979–80
- Skót kupa (2): 1981–82, 1982–83
- Skót ligakupa (2): 1976–77
- Kupagyőztesek Európa-kupája (1): 1982–83
- UEFA-szuperkupa (1): 1983